# Jim Thorpe (Pennsylvania)
Jim Thorpe è un comune (borough) degli Stati Uniti d'America, situato nello stato della Pennsylvania, nella contea di Carbon, della quale è il capoluogo.
La località, chiamata localmente The Switzerland of America ("la Svizzera d'America") a causa dei suoi pittoreschi scenari e architetture, o The Gateway to the Poconos ("la porta delle Poconos"), deve il suo nome al leggendario sportivo Jim Thorpe.